# Pembroke (Massachusetts)
Pour les articles homonymes, voir Pembroke.
Pembroke est une ville de l'État du Massachusetts située dans le comté de Plymouth. 

## Personnalités nées à Pembroke
- Ben Edlund
- Eric Flaim,
- Zilpha Drew Smith
- Kevin Stevens